# Trò chơi nhịp điệu

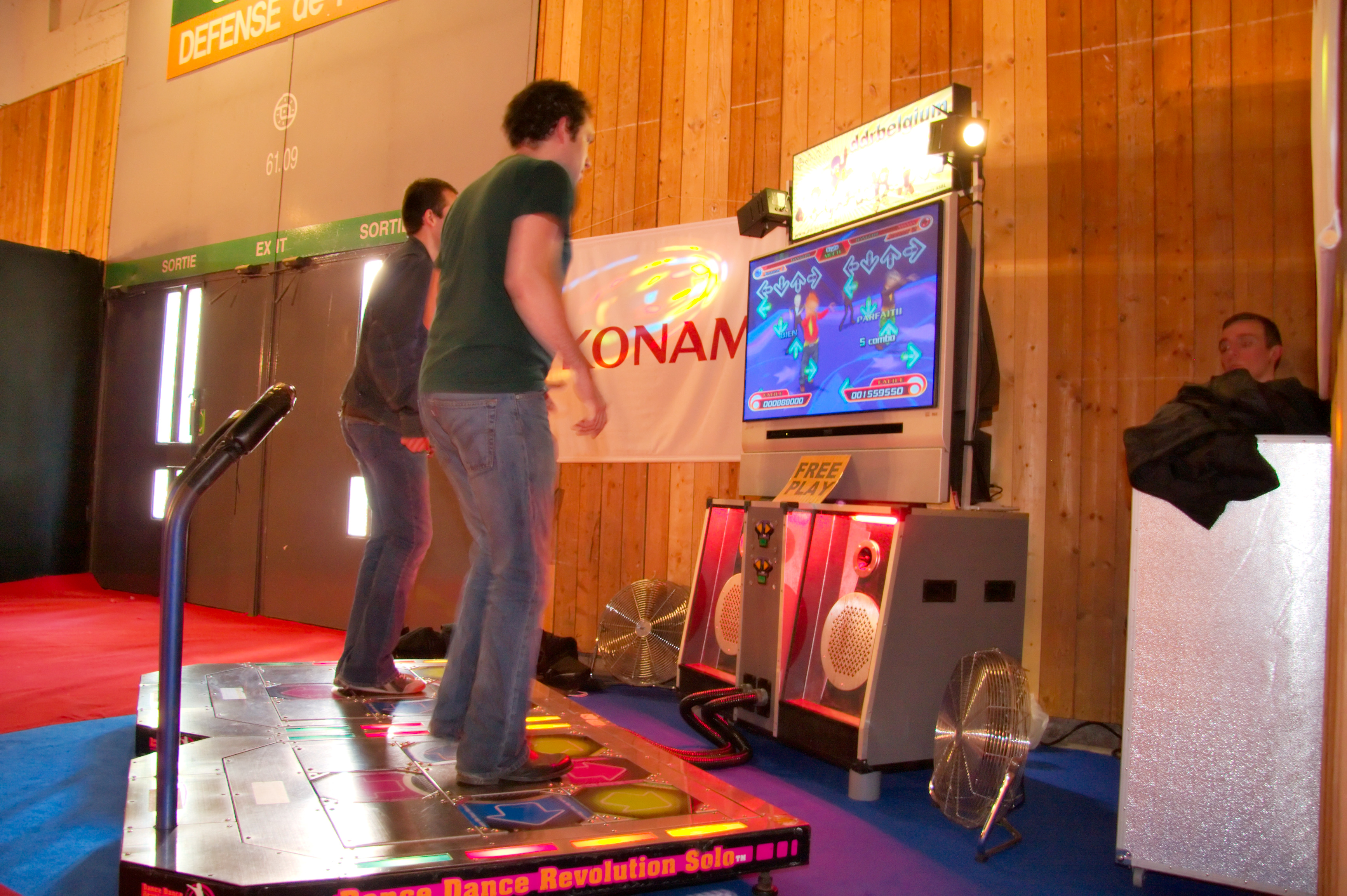
Hai người chơi sử dụng bàn nhảy để chơi Dance Dance Revolution, một trong những trò chơi nhịp điệu thành công nhất

Trò chơi nhịp điệu là một thể loại trò chơi điện tử âm nhạc thử thách nhịp điệu của người chơi. Các trò chơi trong thể loại này thường tập trung vào nhảy hoặc mô phỏng nốt nhạc, và yêu cầu người chơi nhấn các nút theo trình tự được chỉ định trên màn hình. Nhiều trò chơi nhịp điệu bao gồm chế độ nhiều người chơi trong đó người chơi cạnh tranh để giành điểm số cao nhất hoặc hợp tác như một ban nhạc mô phỏng ban nhạc. Trò chơi nhịp điệu thường có các bộ điều khiển trò chơi có hình dạng giống như nhạc cụ như ghi-ta và trống để đánh trúng các nốt nhạc khi chơi bài hát. Một số trò chơi dựa trên điệu nhảy yêu cầu người chơi phải tập thể dục
PaRappa the Rapper (1996) được coi là trò chơi nhịp điệu đầu tiên, là hình tượng cốt lõi của các trò chơi sau này. Vào năm 1997, Beatmania của Konami đã mở đầu cho một thị trường mới nổi cho các trò chơi nhịp điệu ở Nhật Bản. Bộ phận âm nhạc của công ty, Bemani, đã phát hành nhiều trò chơi dựa trên âm nhạc trong những năm sau đó đem lại thành công lớn.
Các trò chơi nhịp điệu khác của Nhật Bản, đặc biệt là Guitar Freaks, đã dẫn đến sự phát triển của sê-ri Guitar Hero và Rock Band sử dụng bộ điều khiển hình nhạc cụ để bắt chước cách chơi của các nhạc cụ thực tế. Bản phát hành sau này của Rock Band 3 cũng như Rocksmith sau này cho phép người chơi chơi các bài hát bằng nhạc cụ điện thật. Đến năm 2007, trò chơi nhịp điệu được coi là một trong những trò chơi phổ biến nhất.  Tuy nhiên, đến năm 2009, thị trường đã bị bão hoà bởi các sản phẩm phụ từ các tựa game chính, khiến doanh thu của các nhà phát hành trò chơi âm nhạc giảm gần 50% trong vòng vài năm.
Bất chấp những thất bại trên, thị trường trò chơi nhịp điệu vẫn tiếp tục mở rộng, một số trò chơi dựa trên khiêu vũ như Just Dance của Ubisoft và Harmonix's Dance Central kết hợp với bộ điều khiển chuyển động và điều khiển dựa trên máy ảnh như Kinect. Các trò chơi hiện tại cũng tiếp tục phát triển mạnh trên các mô hình kinh doanh mới, như việc có thể tải xuống phần mềm để cung cấp các bài hát cho người chơi. Sự ra đời của phần cứng bảng điều khiển trò chơi thế hệ thứ tám cũng đã thúc đẩy sự trở lại của các tựa game Guitar Hero của Activision và Harmonix's Rock Band vào cuối năm 2015.

## Định nghĩa
Trò chơi nhịp điệu hay hành động nhịp điệu, là một thể loại con của trò chơi hành động thử thách cảm giác nhịp điệu của người chơi. Thể loại này bao gồm các trò chơi như Dance Dance Revolution và các trò chơi dựa trên âm nhạc như Guitar Hero. Các trò chơi trong thể loại này thử thách người chơi nhấn các nút chính xác: màn hình hiển thị nút nào người chơi được yêu cầu nhấn và trò chơi thưởng điểm cả về độ chính xác và đồng bộ hóa với nhịp. Thể loại này cũng bao gồm các trò chơi đo nhịp điệu và cao độ để kiểm tra khả năng ca hát của người chơi. Mặc dù có thể đọc nhanh các mức độ của bài nào đó, người chơi thường luyện tập để thành thạo các mức độ khó hơn. Một số trò chơi nhịp điệu nhất định đưa ra thử thách tương tự như Simon say, trong đó người chơi phải xem, ghi nhớ và lặp lại các chuỗi nhấn nút phức tạp. Hành động nhịp điệu có thể ở dạng trò chơi nhỏ với một số trò chơi kết hợp nhịp điệu với các thể loại khác. Sự phổ biến của các trò chơi nhịp điệu đã tạo ra một thị trường đặc biệt. Bao gồm các bộ điều khiển mô phỏng các nhạc cụ, chẳng hạn như guitar, trống hoặc maracas, một tấm thảm nhảy để sử dụng trong các trò chơi khiêu vũ, yêu cầu người chơi phải bước lên những miếng đệm. Tuy nhiên, hầu hết các trò chơi nhịp điệu cũng hỗ trợ nhiều thiết bị đầu vào thông thường với mọi người hơn, chẳng hạn như bảng điều khiển hoặc bàn phím máy tính.